# Josef Haffner
Josef Haffner (14. února 1813 Ligist – 25. října 1883 Hohenburg in Steiermark) byl rakouský lékař a politik německé národnosti, v 2. polovině 19. století poslanec Říšské rady.

## Biografie
V roce 1830 absolvoval studia filozofie na Univerzitě ve Štýrském Hradci a roku 1835 medicínu na Vídeňské univerzitě, kde získal roku 1837 titul doktora lékařství. Do roku 1844 pak působil na praxi ve Štýrském Hradci, kde byl zároveň chudinským a soudním lékařem a zasedal ve vedení místního dětského špitálu. Věnoval se botanice a botanická společnost v Edinburghu ho jmenovala svým členem. Roku 1844 převzal po otci správu rodinného statku zapsaného v zemských deskách. Během revolučního roku 1848 zasedl v rozšířeném Štýrském zemském sněmu za kurii velkostatkářskou. Od roku 1850 zasedal v obecní radě v Oberdorfu. Zároveň působil jako předseda okresního zemědělského spolku ve Voitsbergu.
Po obnovení ústavní vlády se opět zapojil do politiky. V roce 1861 se stal poslancem Štýrského zemského sněmu za kurii venkovských obcí, obvod Stainz, Voitsberg, Deutschlandsberg. Zemský sněm ho roku 1861 delegoval i do Říšské rady (tehdy ještě volené nepřímo) za Štýrsko (kurie venkovských obcí). Opětovně byl zemským sněmem do Říšské rady delegován v roce 1867. K roku 1861 se uvádí jako lékař, bytem v Hohenburgu in Steiermark.
V Říšské radě patřil k takzvané frakci německých autonomistů, která byla součástí širšího bloku německým liberálů (takzvaná Ústavní strana, liberálně a centralisticky orientovaná, odmítající federalistické aspirace neněmeckých etnik).
Kromě parlamentních funkcí se koncem 60. let 19. století uvádí i jako okresní starosta ve Voitsbergu. Zasedal v ústředním výboru štýrské zemědělské společnosti.
Zemřel v říjnu 1883 na svém statku Hohenburg. Uváděn coby doktor lékařství a bývalý zemský a říšský poslanec. Bylo mu podle dobového oznámení o úmrtí 73 let.